# Halden
Halden este o comună din provincia Østfold, Norvegia.